# John Blackwall
John Blackwall, född den 20 januari 1790, död den 11 maj 1881 var en brittisk naturforskare och entomolog.
Han intresserade sig tidigt för naturen, först i fåglar, senare i spindlar. Blackwall har skrivit ett flertal artiklar inom sitt område, den första 1827 var om spindlar. Han var den första som intresserade sig för små spindlar, särskilt inom den artrika familjen täckvävarspindlar, bland andra släkterna Neriene och Walckenaera. Ett stort antal spindlar har Blackwall som auktor, flera arter bär hans namn t.ex. Idiops blackwallii, Salticus blackwallii, Scotophaeus blackwalli, Theriodion blackwalli och Leiobunum blackwalli.
Mellan 1861 och 1864 publicerade han ett större arbete om spindlar i Storbritannien och Irland där han beskrev 304 arter i vad som var det första som gav en adekavt beskrivning av brittiska spindlar.
Blackwall skrev 1868 och 1869 fyra brev om spindlar till Charles Darwin som finns bevarade i Darwin Archive i biblioteket i Universitetet i Cambridge.
Blackwall var medlem i Linnean Society of London.